# Trombitás sivatagipinty
A trombitás sivatagipinty (Bucanetes githagineus) a madarak osztályának a  verébalakúak (Passeriformes) rendjébe és a pintyfélék (Fringillidae) családjába tartozó faj.

## Rendszerezése
A fajt Martin Hinrich Carl Lichtenstein német zoológus írta le 1823-ban, a Fringilla nembe Fringilla githaginea néven. Sorolták a Rhodopechys nembe Rhodopechys githaginea néven is.

## Alfajai
- Bucanetes githagineus amantum (Hartert, 1903) - Kanári-szigetek
- Bucanetes githagineus zedlitzi (Neumann, 1907) - Spanyolország déli része és Észak-Afrikában Marokkó, Algéria, Tunézia, Líbia, Nyugat-Szahara, Mauritánia, Mali, Niger és Csád
- Bucanetes githagineus githagineus (M. H. K. Lichtenstein, 1823) - Egyiptom és Szudán
- Bucanetes githagineus crassirostris (Blyth, 1847) - a Közel-Kelet országai, Irán, Pakisztán és India északnyugati része

## Előfordulása
Spanyolországban, a Kanári-szigeteken, Afrika északi részén, Ázsia keleti és középső területein honos. Kóborlásai során eljut Európa északi részére is.

### Kárpát-medencei előfordulása
2021-ben első alkalommal Magyarországon, Akasztó mellett figyelték meg.

## Megjelenése
Testhossza 15 centiméter, testtömege 16-22 gramm.

## Életmódja
Magvakkal, hajtásokkal, rügyekkel és füvekkel táplálkozik.

## Szaporodása
|  |

## Természetvédelmi helyzete
Az elterjedési területe rendkívül nagy, egyedszáma pedig stabil. A Természetvédelmi Világszövetség Vörös listáján nem fenyegetett fajként szerepel.